# Sopra Steria
Sopra Steria er en fransk software- og it-servicevirksomhed med hovedkvarter i Paris.